# Colom blau de les Comores
El colom blau de les Comores (Alectroenas sganzini) és una espècie d'ocell de la família dels colúmbids (Columbidae) que habita a les illes Comores i Aldabra. Està classificada com una espècie gairebé amenaçada a la Llista Vermella d'Espècies Amenaçades de la Unió Internacional per a la Conservació de la Natura.

## Descripció
El colom blau de les Comores fa uns 27 centímetres de llargada. El mascle pesa de 134 a 158 grams i la femella uns 117 grams. Té el cap, el coll i la part superior de color gris platejat. Les plomes del coll són de color blanc platejat i són molt llargues i profundament dividides. El bec és verdós o gris groguenc, i té la punta de color groc pàl·lid o blanc verdós. Té les parts inferiors negres. La part inferior del pit és de color blau violeta brillant, i el ventre i els flancs són de color blau més verdós.

## Distribució i hàbitat
El colom blau de les Comores és endèmic de les Comores i les Seychelles. Habita boscos de terres baixes humits subtropicals o tropicals, boscos de manglars subtropicals o tropicals i boscos de muntanya humits subtropicals o tropicals. Es troba entre els 500 i 1.500 metres sobre el nivell del mar.